# The Secret
The Secret är svenska idolvinnaren år 2007, Marie Picassos debutalbum och släpptes den 19 december 2007. Albumet spelades in på bara fem dagar och den första singeln, This Moment, släpptes redan dagen efter idolfinalen. Spår 10, I'll Be There, är en cover på The Jackson 5 som Marie tidigare framfört i Idol.

## Låtlista
1. Winning Streak
2. Good Thing
3. Earth And Sky
4. This Moment
5. Miracle
6. Romeo
7. Out Of My Hands
8. Weak
9. It's Over Now
10. I'll Be There

## Listplaceringar
| Lista (2007-2008) | Topplacering |
| ----------------- | ------------ |
| Sverige           | 1            |